# Великий Поточець
46°03′ пн. ш. 16°34′ сх. д. / 46.05° пн. ш. 16.56° сх. д.
Великий Поточець (хорв. Veliki Potočec) — населений пункт у Хорватії, у Копривницько-Крижевецькій жупанії у складі міста Крижевці.

## Населення
Населення за даними перепису 2011 року становило 399 осіб.
Динаміка чисельності населення поселення: